# Saint-Sulpice-le-Guérétois
Saint-Sulpice-le-Guérétois is een gemeente in het Franse departement Creuse (regio Nouvelle-Aquitaine). De gemeente telde 1.901 inwoners op 1 januari 2022. De plaats maakt deel uit van het arrondissement Guéret.

## Geografie
De oppervlakte van Saint-Sulpice-le-Guérétois bedroeg op 1 januari 2022 36,18 vierkante kilometer; de bevolkingsdichtheid was toen 52,5 inwoners per km². De gemeente ligt ten noordwesten van Guéret en maakt deel uit van de Communauté de communes du Grand Guéret.
De onderstaande kaart toont de ligging van Saint-Sulpice-le-Guérétois met de belangrijkste infrastructuur en aangrenzende gemeenten.

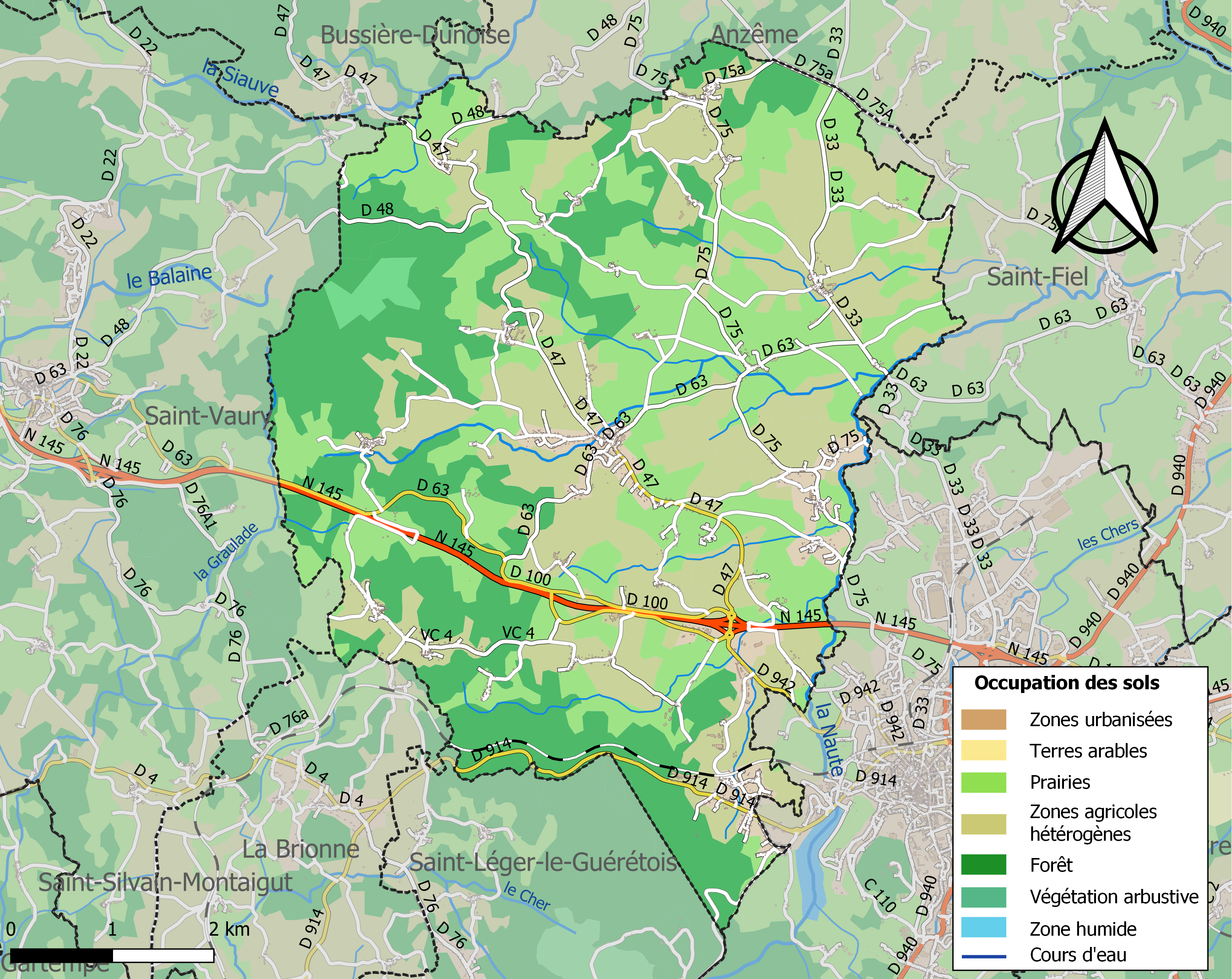

## Demografie
Onderstaande figuur toont het verloop van het inwonertal (bron: INSEE-tellingen).